# Doroțcaia
Doroțcaia è un comune della Moldavia nel distretto di Dubăsari di 3.206 abitanti al censimento del 2004
Sebbene sia situato sulla riva sinistra del fiume Nistro, il comune è sotto il controllo della Moldavia anche se è rivendicato dalla repubblica separatista di Transnistria dal 1995, anno in cui è stato eletto sindaco Grigore Policinschi.
Doroțcaia è sulla strada che collega Tiraspol con Rîbnița, una posizione strategica per i separatisti che impediscono le coltivazioni nei terreni ad est della strada causando così una grave crisi economica e uno stato di tensione permanente tanto da far intervenire missioni dell'OSCE.
Nel comune si trova anche la scuola in lingua rumena scritta con caratteri latini di Grigoriopol, che i separatisti han fatto chiudere e che costringono gli alunni ad un viaggio giornaliero di 10–12 km